# Estação Brandenburger Tor

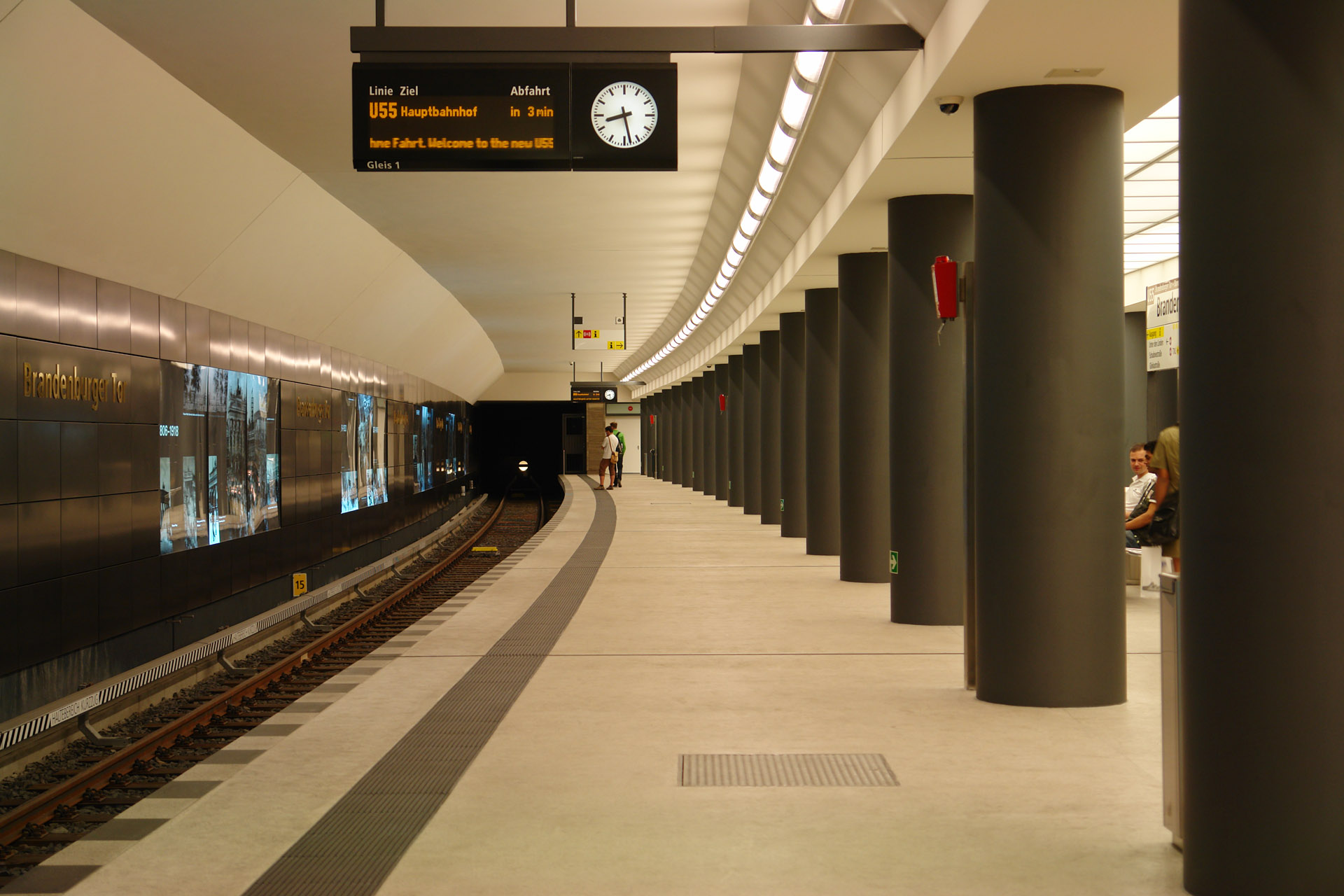
Estação Brandenburger Tor em 2009.

Brandenburger Tor foi uma das estações terminais da linha U55 da U-Bahn de Berlim, na Alemanha.